# Botanophila depressa
Botanophila depressa este o specie de muște din genul Botanophila, familia Anthomyiidae. A fost descrisă pentru prima dată de Stein în anul 1907. Conform Catalogue of Life specia Botanophila depressa nu are subspecii cunoscute.